# Чу Яфэй
Чу Яфэй (кит. 褚亞飛; род. 5 сентября 1988 или 9 мая 1988, Внутренняя Монголия) — китайский легкоатлет, специалист по спортивной ходьбе. Выступал за сборную КНР по лёгкой атлетике в конце 2000-х — начале 2010-х годов, чемпион Универсиады в Бангкоке, обладатель серебряной медали Азиатских игр, серебряный призёр чемпионата Азии, победитель Кубка мира в командном зачёте, участник летних Олимпийских игр в Пекине.

## Биография
Чу Яфэй родился 5 сентября 1988 года в автономном районе Внутренняя Монголия.
Впервые заявил о себе в сезоне 2005 года, когда стал чемпионом КНР среди учеников средних школ в ходьбе на 10 000 метров.
В 2006 году на соревнованиях в Янчжоу показал пятый результат мирового сезона в дисциплине 20 км — 1:18:44.
Будучи студентом, в 2007 году представлял Китай на Универсиаде в Бангкоке — с результатом 1:24:37 превзошёл всех соперников в 20-километровой гонке и завоевал золотую награду.
Благодаря череде удачных выступлений удостоился права защищать честь страны на летних Олимпийских играх 2008 года в Пекине — в программе ходьбы на 20 км показал результат 1:21:17, расположившись в итоговом протоколе соревнований на десятой строке.
В 2009 году занял 12-е место на чемпионате мира в Берлине, взял бронзу на Спартакиаде народов КНР в Цзинане, получил серебро на домашнем чемпионате Азии в Гуанчжоу, где уступил только своему соотечественнику Ли Цзяньбо.
В 2010 году на Кубке мира по спортивной ходьбе в Чиуауа финишировал вторым с личном зачёте 20 км и тем самым помог соотечественникам выиграть командный зачёт. Позднее добавил в послужной список серебряную награду, выигранную в той же дисциплине на Азиатских играх в Гуанчжоу — здесь его обошёл другой китайский спортсмен Ван Хао.
На чемпионате мира 2011 года в Тэгу с результатом 1:22:10	занял 11-е место (впоследствии в связи с дисквалификацией нескольких ходоков поднялся в итоговом протоколе до седьмой строки). Также в этом сезоне на соревнованиях в швейцарском Лугано установил свой личный рекорд в ходьбе на 20 км — 1:18:38.
В 2013 году выиграл бронзовую медаль командного зачёта 20 км на Спартакиаде народов КНР в Шэньяне.